# Laurus díj
A Laurus díjat a Lámpás '92 Közhasznú Alapítvány adományozza 2008 óta azoknak, akik a szervezet munkásságát, működését önzetlenül támogatják.

## Története
A Lámpás '92 Közhasznú Alapítvány – mely több mint 25 éve mintegy 160 jellemzően fogyatékkal élő fiatal felnőtt lakhatását, ellátását, foglalkoztatását és művészeti képzését, valamint rászoruló családok támogatását teszi lehetővé családias környezetben – 2008 óta rendezi meg az adventi időszakban a Laurus komolyzenei díjátadó gálaestet a váci Püspöki Palota dísztermében.
A díjat a gálaest házigazdája, dr. Beer Miklós váci megyéspüspök és a Lámpás '92 Közhasznú Alapítvány kuratóriumának elnöke adja át. A laurus jelentése babérkoszorú, győzelem.

## Díjazottak
- 2017

Dr. Bajkai István, országgyűlési képviselő, Erzsébetváros volt alpolgármestere
Nádudvari Lajos, a CHN Gold Reklámügynökség Kft. ügyvezetője
- 2016

Gadó Zsuzsa, művészeti oktató
- 2015

Carl Zeiss Vision Hungary Kft. - Rósa Gergely
Knyihár család, Békéscsaba
- 2014

Ferenczy Tamásné
Milvé Fitt Kuckó, Budapest
- 2013

Rákóczi Ferenc, rádiós műsorvezető
Dunakanyar Takarékszövetkezet – Sződi Kirendeltség, Kovács Vincéné fiókvezető
- 2012

Hufnagel Béla Attila, Taksony
- 2011

Endrődyné Bató Éva, egyetemi docens
Radics Család, Kóka
Baumax Magyarország Kft III. kerület, Lőrik Csaba, üzletvezető
Sziráki Szilárd, Valkó Nagyközség polgármestere
- 2010

ÉTA Országos Szövetsége
László Pékség, Göd
- 2009

Alba Civitan Nonprofit Kft.
Csömör Nagyközség Igazgatási Osztálya
Klaszbau Kft.
- 2008

Gundel Károly Vendéglátóipari és Idegenforgalmi Szakképző Iskola
Göd Város - Markó József, polgármester
Göncz Árpádné